# Jesús Palomeque
Jesús Sánchez Martínez (Cartagena, Región de Murcia, 17 de octubre de 2001), más conocido como Jesús Palomeque, es un futbolista español que juega de defensa central y actualmente juega en el C. D. Guadalajara de la Segunda Federación.

## Trayectoria
Natural de El Algar, localidad de Cartagena, es hijo del entrenador de fútbol Manuel Palomeque, es un defensa central formado en las categorías inferiores del Real Murcia CF en el que llegó a jugar hasta categoría juvenil. En 2019, ingresa en la estructura del Real Valladolid Club de Fútbol para reforzar al juvenil "A".
En la temporada 2020-21, comenzaría en las filas en el filial blanquivioleta del Atlético Tordesillas del Grupo VIII de la Tercera División de España, a las órdenes de Chuchi Macón. Finalizaría la temporada formando parte del Real Valladolid Club de Fútbol Promesas, con el que disputado 7 partidos de la primera fase de la Segunda División B de España, en la que los de Javier Baraja lograrían la clasificación para la Primera RFEF.
Tras renovar contrato por tres temporadas con el conjunto vallisoletano, en la temporada 2021-22 disputa 16 partidos en el Real Valladolid Club de Fútbol Promesas de la Primera RFEF, consiguiendo marcar en dos ocasiones. Jesús hizo dinámica con el primer equipo, aunque no llegó a debutar en la máxima categoría nacional ni en la Copa del Rey, donde fue convocado.
El 1 de agosto de 2022, llega como cedido al UCAM Murcia CF de la Segunda Federación.
El 31 de enero de 2023, tras solo disputar un partido en el conjunto murciano en la primera vuelta de la competición, rompe el contrato de cesión y llega cedido hasta el final de la temporada al Club Recreativo Granada de la Segunda Federación.
El 30 de agosto de 2023, firma por el Club Marino de Luanco de la Segunda Federación.
El 27 de junio de 2024 el C. D. Guadalajara anuncia su fichaje por una temporada.

## Clubes
Actualizado al último partido disputado el 16 de abril de 2023.
| Club                             | País          | Año           | Partidos | Goles |
| -------------------------------- | ------------- | ------------- | -------- | ----- |
| Real Valladolid Promesas         | España        | 2020 - 2023   | 23       | 3     |
| Atlético Tordesillas (cedido)    | España        | 2020 - 2021   | 12       | 1     |
| UCAM Murcia CF (cedido)          | España        | 2022          | 1        | 0     |
| Club Recreativo Granada (cedido) | España        | 2023          | 7        | 0     |
| Club Marino de Luanco            | España        | 2023 - 2024   | 19       | 0     |
| C. D. Guadalajara                | España        | 2024 - act.   |          |       |
| Total carrera                    | Total carrera | Total carrera | 62       | 4     |